# Tudor Dinu
Tudor Dinu (* 1978) ist ein rumänischer Gräzist, Byzantinist und Neogräzist.
Dinu ist als Lektor an der Universität Bukarest tätig und Mitglied des Administrative Council der Europäischen Gesellschaft für Neogräzistik. Er hatte Gastprofessuren an den Universitäten Zypern, Berlin, Kiew und Brünn inne.
Dinu hat vor allem auf dem Gebiet der Byzantinistik und Postbyzantinistik gearbeitet. Im Jahr 2008 veröffentlichte er eine Biographie des Mihai Viteazul (1558–1601), im Jahr 2011 eine Biographie des Nikolaos Mavrokordatos (1680–1730). Er hat außerdem Übersetzungen im Bereich der antiken Literatur (Aristophanes, Plutarch, Iamblichos, Seneca, Plinius der Ältere) und der neugriechischen Literatur (Ritsos, Engonopulos) veröffentlicht.

## Schriften
- Dimitrie Cantemir şi Nicolae Mavrocordat. Rivalităţi politice şi literare la începutul secolului XVIII. Editura Humanitas, Bukarest 2011, Rumänische Kurzpräsentation des Autors, Erstes Kapitel (teilweise) und Inhaltsverzeichnis (PDF; 407 kB), Englische Buchpräsentation, Buchanzeige auf der Seite der Europäischen Gesellschaft für Neogräzistik. —  („Demetrios Kantemiris und Nikolaos Mavrokordatos. Politische und literarische Rivalität zu Beginn des 18. Jahrhunderts“).
- (Hrsg.): In honorem Constantini Dimadis. Vorwort von Olga Cicanci. Verlag der Universität Bukarest, Bukarest 2011 (Neograeca Bucurestiensia 2), Buchanzeige
- Mihai Viteazul, erou al eposului grec. Editura Humanitas, Bukarest 2008.